# Port lotniczy Maskat
Port lotniczy Maskat (IATA: MCT, ICAO: OOMS) – międzynarodowy port lotniczy położony 30 km na zachód od centrum Maskatu. Jest największym portem lotniczym Omanu. W 2006 obsłużył 4,777 mln pasażerów. Nazwa lotniska została zmieniona 11 lutego 2008 z Port lotniczy Seeb na Międzynarodowy Port Lotniczy Maskat.

## Linie lotnicze i połączenia
| Linia Lotnicza                  | Kierunek |
| ------------------------------- | --- |
| Air Arabia                      | 1. Abu Zabi 2. Kair 3. Szardża |
| Air India                       | 1. Mumbaj |
| Air India Express               | 1. Ćennaj 2. Kannur 3. Koczin 4. Kozhikode 5. Lucknow 6. Mangaluru 7. Mumbaj 8. Thiruvananthapuram 9. Tiruchirapalli |
| Air Sial                        | 1. Islamabad 2. Lahaur 3. Sijalkot |
| Badr Airlines                   | 1. Port Sudan |
| Biman Bangladesh Airlines       | 1. Ćottogram 2. Dhaka 3. Srihotto |
| EgyptAir                        | 1. Kair |
| Emirates                        | 1. Dubaj |
| Ethiopian Airlines              | 1. Addis Abeba |
| Etihad Airways                  | 1. Abu Zabi |
| Fly Cham                        | 1. Damaszek |
| flydubai                        | 1. Dubaj |
| Fly Jinnah                      | 1. Islamabad |
| Gulf Air                        | 1. Bahrajn |
| IndiGo                          | 1. Hajdarabad 2. Kannur 3. Koczin 4. Mumbaj |
| Kuwait Airways                  | Sezonowo: 1. Kuwejt |
| Oman Air                        | 1. Abu Zabi 2. Amman 3. Ateny (wznowione 1 września 2025) 4. Bahrajn 5. Bangkok-Suvarnabhumi 6. Bengaluru 7. Kair 8. Ćennaj 9. Dammam 10. Dar es Salaam 11. Delhi 12. Dhaka 13. Doha 14. Dubaj 15. Frankfurt 16. Goa 17. Hajdarabad 18. Stambuł 19. Dżakarta 20. Dżudda 21. Karaczi 22. Chasab 23. Koczin 24. Kozhikode 25. Kuala Lumpur 26. Kuwejt 27. Londyn-Heathrow 28. Lucknow 29. Manila 30. Meszhed 31. Medyna 32. Mediolan-Malpensa 33. Moskwa-Szeremetiewo 34. Mumbaj 35. Monachium 36. Paryż-Charles de Gaulle 37. Phuket 38. Rijad 39. Rzym-Fiumicino 40. Salala 41. Sijalkot 42. Singapur (wznowione 1 września 2025) 43. Teheran 44. Thiruvananthapuram 45. Trabzon 46. Zanzibar Sezonowo: 1. Male 2. Zurych                |
| Pakistan International Airlines | 1. Gwadar 2. Islamabad 3. Karaczi 4. Lahaur 5. Multan 6. Peszawar |
| Pegasus Airlines                | 1. Stambuł-Sabiha Gökçen |
| Qatar Airways                   | 1. Doha |
| SalamAir                        | 1. Abha (od 28 października 2025) 2. Abu Zabi 3. Aleksandria 4. Bahrajn 5. Bagdad 6. Bangkok-Suvarnabhumi 7. Bengaluru 8. Biszkek 9. Ćennaj 10. Ćottogram 11. Kolombo 12. Dammam 13. Delhi 14. Dhaka 15. Doha 16. Dubaj 17. Duqm 18. Fudżajra 19. Giza 20. Hajdarabad 21. Islamabad 22. Stambuł 23. Stambuł-Sabiha Gökçen 24. Jaipur 25. Dżudda 26. Karaczi 27. Katmandu 28. Kozhikode 29. Kuwejt 30. Lahaur 31. Lucknow 32. Masira 33. Meszhed 34. Medyna 35. Medan (od 28 października 2025) 36. Multan 37. Peszawar 38. Phuket 39. Rijad 40. Salala 41. Sziraz 42. Sijalkot 43. Teheran 44. Thiruvananthapuram 45. Erywań Sezonowo: 1. Ałmaty 2. Baku 3. Bejrut 4. Praga 5. Rize 6. Sarajewo 7. Taif 8. Tbilisi 9. Tirana 10. Trabzon |
| Saudia                          | 1. Dżudda |
| Sepehran Airlines               | 1. Meszhed 2. Teheran |
| SunExpress                      | 1. Trabzon |
| Taban Air                       | 1. Meszhed 2. Sziraz 3. Isfahan |
| Turkish Airlines                | 1. Stambuł |
| US-Bangla Airlines              | 1. Ćottogram 2. Dhaka |
| Varesh Airlines                 | 1. Isfahan 2. Teheran |

### Cargo
- Martinair Cargo (Amsterdam, Bangkok-Suvarnabhumi, Szardża)

## Statystytki
| Rok  | Pasażerów  | Cargo (w tonach) | Operacji |
| ---- | ---------- | ---------------- | -------- |
| 2000 | 2 720 983  | 68 639           | 38 184   |
| 2001 | 2 697 032  | 73 078           | 38 955   |
| 2002 | 2 450 422  | 46 934           | 39 555   |
| 2003 | 2 886 487  | 48 630           | 42 330   |
| 2004 | 3 461 982  | 67 151           | 43 622   |
| 2005 | 3 778 578  | 76 043           | 44 445   |
| 2006 | 4 777 747  | 99 582           | 53 695   |
| 2007 | 4 218 498  | 77 391           | 58 903   |
| 2008 | 4 002 121  | 58 000           | 58 346   |
| 2009 | 4 558 838  | 64 452           | 56 084   |
| 2010 | 5 751 516  | 96 390           | 67 160   |
| 2011 | 6 479 860  | 98 780           | 68 696   |
| 2012 | 7 546 715  | 113 269          | 73 842   |
| 2013 | 8 310 927  | 120 667          | 81 244   |
| 2014 | 8 709 505  | 121 368          | 92 347   |
| 2015 | 10 315 358 | 154 868          | 103 915  |
| 2016 | 12 031 496 | 180 332          | 103 326  |
| 2017 | 14 061 732 | 200 854          | 114 360  |
| 2018 | 15 392 095 | 212 764          | 118 698  |
| 2019 | 16 038 844 | 240 285          | 117 601  |
| 2020 | 4 085 499  | 109 806          | 35 188   |